# Дойч, Зои
Зо́и Фрэ́нсис То́мпсон Дойч (англ. Zoey Francis Thompson Deutch; род. 10 ноября 1994, Лос-Анджелес, Калифорния) — американская актриса, дебютировавшая в 2010 году. Дойч наиболее известна по ролям в телесериалах «Двойник» и «Всё тип-топ, или Жизнь на борту». Однако наибольшую популярность ей принесла роль Розы Хэзевей в фильме «Академия вампиров».

## Биография
Зои Дойч родилась в семье актрисы Лиа Томпсон и кинорежиссёра Ховарда Дойча. У Зои есть сестра, актриса Мэделин Дойч. Посещала школы Oakwood School и The Los Angeles County High School, где проходила обучение актёрскому мастерству.
Карьера Дойч началась в 2010 году, когда она появилась в сериале «Всё тип-топ, или Жизнь на борту» на телеканале Disney, где исполнила роль Майи Беннетт, девушки, в которую влюбился Зак Мартин.
В 2011 году она присоединилась к актёрскому составу сериала «Двойник», транслируемого по каналу The CW Television Network, где исполнила роль Джульет Мартин — падчерицы главной героини Шиван Мартин (Сара Мишель Геллар). В этом же году она появилась в одном эпизоде тв-шоу «Морская полиция: Спецотдел» — «Последняя оценка» (One Last Score, 17-я серия 8-го сезона/179-й эпизод), а также в эпизоде (Девушка в синей маске — The Girl In The Blue Mask) спин-оффа телесериала «Мыслить как преступник» — «Мыслить как преступник: Поведение подозреваемого». Дойч также сыграла роль Уиллоу Тернёр в телевизионном фильме Марка Черри «Аллилуйя».
В 2013 году вышел фильм «Прекрасные создания», где Дойч исполнила роль Эмили Ашер. В феврале 2013 года стало известно, что актриса выбрана на роль Розмари Хэзевей в экранизацию серии романов «Академия вампиров» американской писательницы Райчел Мид.
17 декабря 2016 года в США состоялась премьера комедийного художественного фильма «Почему он?», в котором Зои сыграла роль Стефани Флеминг. Также в январе 2016 года в прокат был выпущен фильм с её участием под названием «Дедушка лёгкого поведения».
В марте 2017 года вышел фильм «Матрица времени», где Зои сыграла главную роль. Он основан на романе Лорен Оливер «Прежде чем я упаду».
В 2017 году снялась в клипе Эда Ширана «Perfect».
С 2011 года Зои Дойч встречалась с Эваном Джогиа, с которым вместе снялась в клипе на песню Opium группы The New Division. Пара распалась в октябре 2016 года.

## Фильмография
| Год  |    | Русское название                                 | Оригинальное название                      | Роль                               |
| ---- | -- | ------------------------------------------------ | ------------------------------------------ | ---------------------------------- |
| 2010 | с  | Всё тип-топ, или Жизнь на борту                  | The Suite Life on Deck                     | Майя Беннетт                       |
| 2011 | с  | Морская полиция: Спецотдел                       | NCIS: Naval Criminal Investigative Service | Лорен                              |
| 2011 | с  | Мыслить как преступник: Поведение подозреваемого | Criminal Minds: Suspect Behavior           | Кристи Энн / девочка в синей маске |
| 2011 | ф  | Мэр кекс                                         | Mayor Cupcake                              | Лана Марони                        |
| 2011 | с  | Двойник                                          | Ringer                                     | Джульет Мартин                     |
| 2011 | тф | Аллилуйя                                         | Hallelujah                                 | Уиллоу Тёрнер                      |
| 2012 | с  | Их перепутали в роддоме                          | Switched at Birth                          | Элиза Сайер                        |
| 2013 | ф  | Прекрасные создания                              | Beautiful Creatures                        | Эмили Ашер                         |
| 2014 | ф  | Академия вампиров                                | Vampire Academy                            | Розмари Хэзевей                    |
| 2016 | ф  | Дедушка лёгкого поведения                        | Dirty Grandpa                              | Шадия                              |
| 2016 | ф  | Каждому своё                                     | Everybody wants some                       | Беверли                            |
| 2016 | ф  | Хорошие дети                                     | Good Kids                                  | Нора                               |
| 2017 | ф  | Матрица времени                                  | Before I Fall                              | Саманта Кингстон                   |
| 2017 | ф  | Почему он?                                       | Why him?                                   | Стефани Флеминг                    |
| 2017 | ф  | За пропастью во ржи                              | Rebel in the Rye                           | Уна О’Нил                          |
| 2017 | ф  | Взрослые игры                                    | Flower                                     | Эрика                              |
| 2017 | ф  | Год впечатляющего человека                       | The Year of Spectacular Men                | Сабрина                            |
| 2017 | ф  | Горе-творец                                      | The Disaster Artist                        | девушка                            |
| 2018 | ф  | Подстава                                         | Set It Up                                  | Харпер                             |
| 2018 | ф  | Во всё тяжкое                                    | The Professor                              | Клэр                               |
| 2019 | ф  | Коллекторша                                      | Buffaloed                                  | Пэг                                |
| 2019 | с  | Политик                                          | The Politician                             | Инфинити Джексон                   |
| 2019 | ф  | Zомбилэнд: Контрольный выстрел                   | Zombieland: Double Tap                     | Мэдисон                            |
| 2022 | ф  | Костюм                                           | The Outfit                                 | Мейбл                              |
| 2022 | ф  | Не в порядке                                     | Not Okay                                   | Дэнни Сандерс / Данни Сандерс      |
| 2024 | ф  | Присяжный номер два                              | Juror No. 2                                | Элисон Крюсон                      |
| 2025 | ф  | Новая волна                                      | Nouvelle Vague                             | Джин Сиберг                        |
|      | ф  | Годовщина                                        | Anniversary                                | Синтия                             |